# Daniel Hernandes
Daniel Andrey Hernandes (São Paulo, 16 de abril de 1979) é um lutador de judô brasileiro.
Representou o Brasil nos Jogos Olímpicos de Sydney em 2000 onde acabou em nono lugar, e nos Jogos Olímpicos de Atenas em 2004 onde acabou em sétimo lugar. Sua conquista mais relevante foi a medalha de ouro nos Jogos Pan-americanos de 2003 em Santo Domingo e foi o primeiro Brasileiro a ser ouro no Grand Slam realizados no Brasil, no Rio de Janeiro 2009, Hepta Campeão Panamericano, Bronze no Mundial Junior 1998, Prata no Mundial por equipes 1998 na Bielorrússia e 2011 em Paris.
Ficou entre os 5 melhores do ranking Mundial por mais de 10 anos, ficando em 5º lugar nos Campeonatos Mundiais de 1999, 2001, 2003, 2007 e 2009.